# 俄耳甫斯

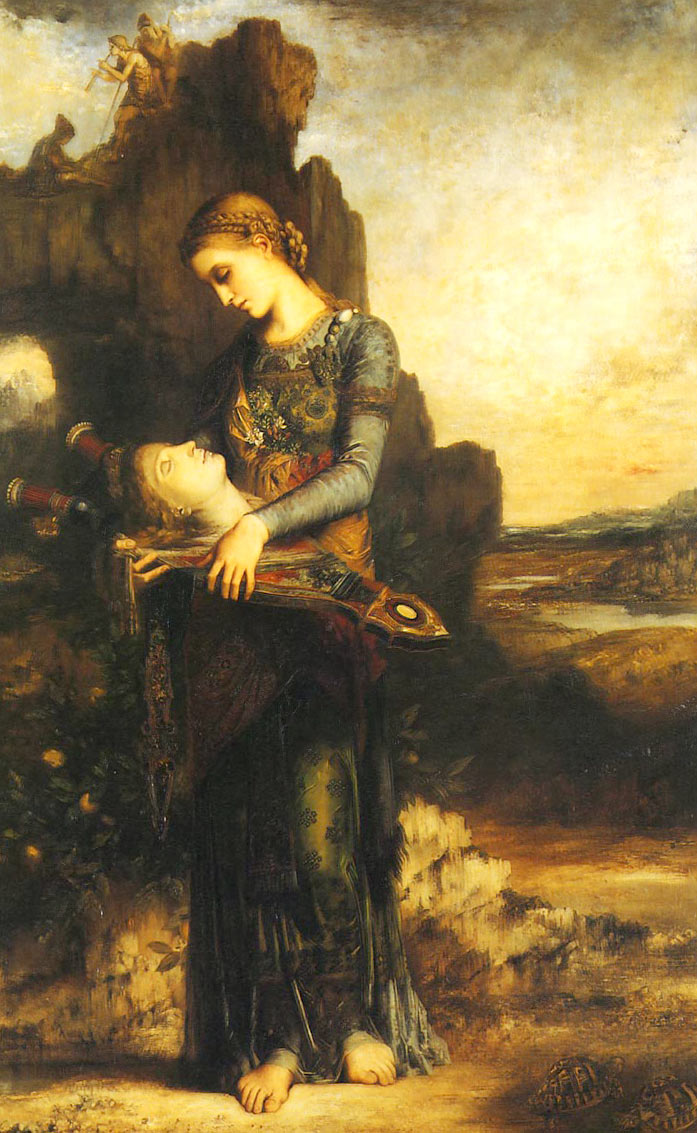
傷悼俄耳甫斯（1865年），居斯塔夫·莫罗，收藏於巴黎奧塞美術館

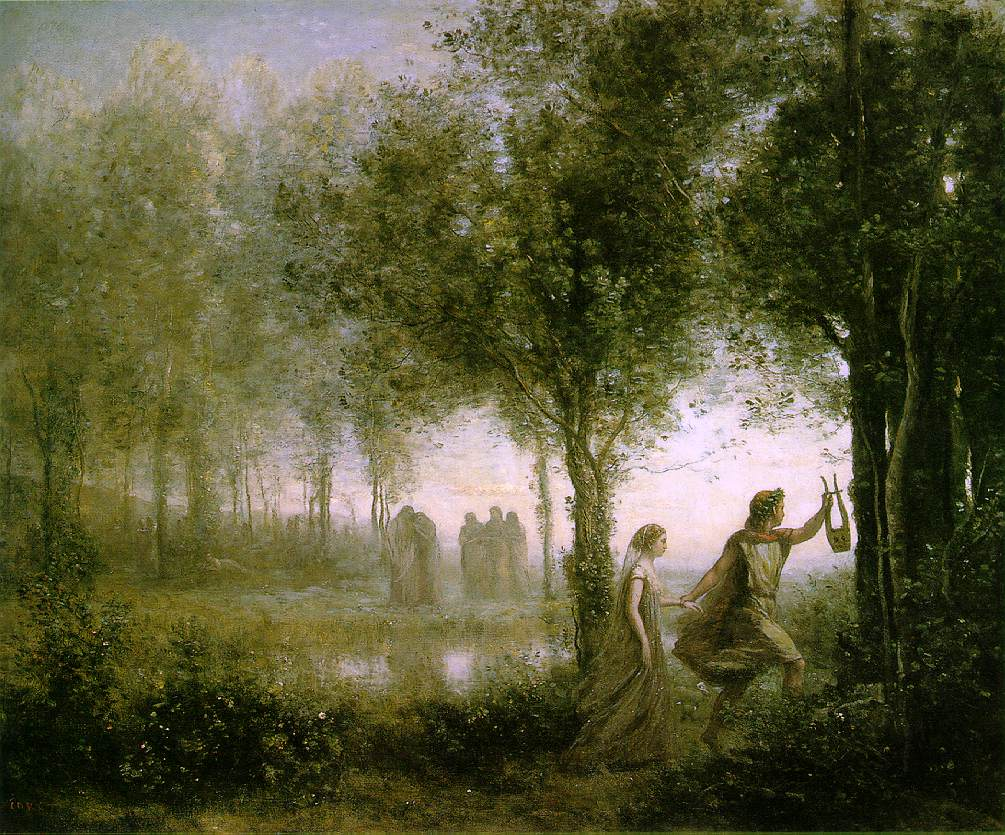
俄耳甫斯带领欧利蒂丝离开地狱

俄耳甫斯（拉丁轉寫：Orpheús）是希腊神话中的一位吟遊詩人。传说他是色雷斯人，故乡是奥德里西亚王国的比萨尔提亚，参加过阿耳戈英雄远征，亦以与其妻欧律狄刻的悲情故事而为人所铭记。
根据俄耳甫斯留下的诗篇，古希腊出现过一个以他為名的秘密宗教，即俄耳甫斯教。

## 神话
阿波罗与缪斯女神中的卡利俄珀所生，音乐天资超凡入化。他的演奏让木石生悲、猛獸驯服。伊阿宋组织阿耳戈英雄远征，去涛汹地险的黑海王国寻取金羊毛。俄耳甫斯踊跃参加，在征途中用神乐压倒了塞壬的艳迷歌声，挽救了行将触礁的征船和战友。塞壬们沮丧不堪，纷纷投海自尽。
音乐也使他痛心：寧芙歐律迪刻倾醉七弦竖琴（里拉）的恬音美乐，投入英俊少年的怀抱。婚宴中，女仙被毒蛇噬足而亡。痴情的俄耳甫斯衝入地狱，用琴声打动了冥王黑帝斯，欧律狄刻再获生机。但冥王告诫少年，离开地狱前万万不可回首张望。冥途将尽，俄耳甫斯遏不住胸中爱念，转身确定妻子是否跟随在后，却使欧律狄刻堕回冥界的无底深渊。
悲痛欲绝的少年隐离尘世，山野漂泊中遇到崇奉酒神戴歐尼修斯及醉里痴狂的一帮色雷斯女人，不幸死在她们手中。砍下的头颅虽被抛入河流，口里仍旧呼唤着欧律狄刻的名字。缪斯女神将他安葬后，七弦琴化成了苍穹间的天琴座。